# Basarab al II-lea
Basarab al II-lea (n. ? – d. înainte de 1458) a fost domnul Țării Românești între august 1442 și 1443, impus pe tron de voievodul Ioan (Iancu) de Hunedoara.

## Biografie
Basarab al II-lea a fost fiul lui Dan al II-lea.
În 1442, după victoria armatei regale maghiare în Bătălia de la Sibiu, voievodul Ioan de Hunedoara a trecut la contraofensiva antiotomană în Țara Românească, unde l-a impus pe tron pe Basarab al II-lea. În data de 2 septembrie 1442 coaliția creștină a învins în Bătălia de pe Ialomița.
Dar în 1443, cu ajutorul otomanilor, Basarab al II-lea a fost detronat de Vlad Dracul.
De la acest domnitor se cunoaște o monedă de argint unicat, atribuirea aparținând numismatului român Octavian Iliescu.